# Guy Michel de Durfort

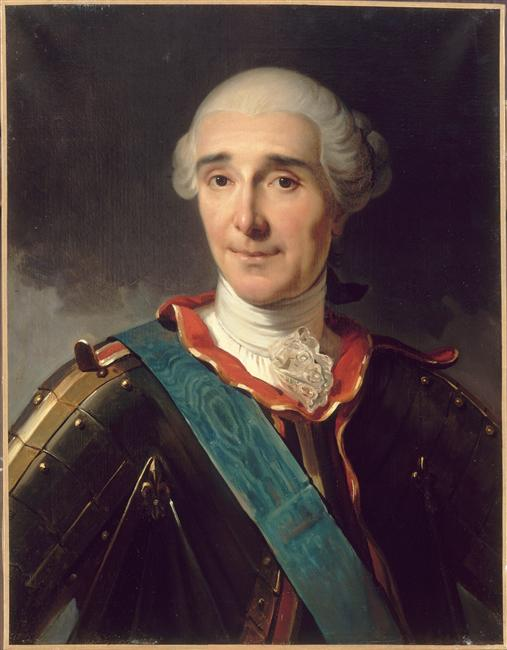
Guy Michel de Durfort de Lorrges, duc de Lorges et de Randan, Gemälde von Hortense Haudebourt-Lescot, 1835, Schloss Versailles

Guy Michel de Durfort (* 26. August 1704; † 6. Juni 1773 in Courbevoie) war Duc de Lorges et de Randan sowie Marschall von Frankreich.

## Leben
Guy Michael de Durfort war der älteste Sohn von Guy Nicolas de Durfort (1683–1758), Duc de Quintin, 1702 2. Duc de Lorges, und Geneviève Chamillart (1685–1714). Sein Großvater väterlicherseits war Guy Aldonce II. de Durfort (1630–1702), 1691 Duc de Lorges-Quintin, Marschall von Frankreich, sein Großvater mütterlicherseits war der Minister Michel Chamillart (1652–1721).
Unter dem Adelstitel Comte de Lorges trat er 1719 bei den Musketieren ein, 1723 erhielt er den Oberbefehl über ein Regiment. Durch den Verzicht seines Vaters wurde er 1728 Duc de Quintin, 1733 Duc de Randan aufgrund einer Schenkung seiner Tante Geneviève Marie de Durfort, Duchesse de Lauzun; unter dem Titel Duc de Randan ist er als Militär bekannt. 1758 erbte er von seinem Vater den Titel eines Duc de Lorges.
Er diente in den Jahren 1733 und 1734 in Italien unter Marschall de Coigny. Den Feldzug von 1735 machte er als Brigadier der Armee des Königs am Rhein mit. 1740 wurde er zum Maréchal de camp ernannt und erhielt das Oberkommando in der Franche-Comté. 1741 und 1742 wurde er in der Maas-Armee (Armée de la Meuse) eingesetzt, 1744 in der Rhein-Armee.
1745 wurde der Lieutenant-général des Armées du Roi sowie Ritter des Ordens vom Heiligen Geist (2. Januar 1745). Er kämpfte in diesem Jahr in der Armee, die der Prince de Conti am Rhein kommandierte, und diente in 1746 auf Befehl des Königs in Flandern. In der Armee de l’Allemagne nahm er an der Feldzügen von 1757 und 1759 teil.
1768 wurde er zum Marschall von Frankreich ernannt. Er starb am 6. Juni 1773 im Alter von 69 Jahren.

## Ehe und Familie
Guy Michel de Durfort heiratete am 13. Juli 1728 Élisabeth Philippine de Poitiers de Rye (* 22. Dezember 1715; † 23. August 1773), Comtesse de Neufchâtel, Erbtochter von Ferdinand-Joseph de Poitiers de Rye d’Anglure, dit le Comte de Poitiers, und Marie Geneviève-Henriette Gertrude de Bourbon-Malause. Ihre einzige Tochter, Marie Geneviéve de Durfort (* 3. Februar 1735; † 10. Dezember 1762 in Paris) heiratete am 18. Februar 1751 Jean Bretagne Charles de La Trémoille († 15. Mai 1792), Duc de La Trémoille et de Thouars, Prince de Tarente etc., Pair von Frankreich, Maréchal de camp.